# Iris Tree
Iris Tree (1897-1968) est une poétesse et une actrice anglaise, connue pour sa personnalité bohème et excentrique, son humour et sa vie aventureuse.

## Biographie
Iris Tree était la fille de l'acteur Herbert Beerbohm Tree et la nièce du satiriste Max Beerbohm. Dans sa jeunesse, de nombreux artistes la choisirent pour modèle : les peintres Augustus John, Duncan Grant, Vanessa Bell et Roger Fry, ainsi que le sculpteur Jacob Epstein. Ces portraits la montrent avec sa coiffure à la garçonne ; on prétendit qu'elle s'était coupé les cheveux elle-même et avait laissé ses mèches dans un train, ce qui, ajouté à ses autres extravagances, provoqua un scandale. Elle fut photographiée par Man Ray. Pendant quelque temps, on la vit aux côtés de Nancy Cunard, au sein d'une coterie qui se réunissait au restaurant de la tour Eiffel. Vers 1925, elle fut actrice en compagnie de Lady Diana Cooper.
Iris Tree avait étudié les beaux-arts à la Slade School of Art de Londres. De 1916 à 1919, elle publia des poèmes dans Wheels, l'anthologie des Sitwell. Ses recueils de poésie s'intitulent Poems (1920) et The Traveller and Other Poems (1927).
Elle se maria à deux reprises, la première fois avec un New-Yorkais, Curtis Moffat, et en eut un fils, le scénariste Ivan Moffat, et en divorça en 1932. Elle épousa ensuite un acteur autrichien, ancien officier de cavalerie, le comte Friedrich von Ledebur : tous deux jouèrent (après leur divorce) dans le film de John Huston Moby Dick (1956). 
Iris Tree figure également dans la Dolce vita de Fellini (1960), où elle interprète son propre rôle.

## Sources
- (en) Cet article est partiellement ou en totalité issu de l’article de Wikipédia en anglais intitulé « Iris Tree » (voir la liste des auteurs).